# Asuridia nigrisparsa
Asuridia nigrisparsa är en fjärilsart som beskrevs av George Francis Hampson 1914. Asuridia nigrisparsa ingår i släktet Asuridia och familjen björnspinnare. Inga underarter finns listade i Catalogue of Life.